# Tyge W. Böcher
Tyge Wittrock Böcher (1909- 1983) fue un botánico, biólogo evolutivo, ecólogo vegetal y fitogeógrafo danés.
Fue profesor de Botánica en la Universidad de Copenhague de 1954 a 1979.
Desarrolló estudios en Groenlandia, Dinamarca, regiones montañosas de Europa, y de Argentina. Abarcó plantas vasculares, briofitas, líquenes y algas. Y profundizó en la citología, anatomía, ecología y en la evolución de las especies vegetales, y en su ecología de ecología de poblaciones y de comunidades.
Fue cofundador de Flora Europaea.

## Obra científica

### 1932-1935
- Beiträge zur Zytologie der Gattung Pulsatilla (anémona). Botanisk Tidsskrift 42: 183-206. 1932.
  - Keywords: Pulsatilla pratensis, Pulsatilla vernalis, Pulsatilla vulgaris, citología.

- Estudios fitogeográficos de la flora de Groenlandia sobre la base de investigaciones de las costas entre Scoresby Sound y Angmagsalik. Meddelelser om Grønland 104, 3. 1933
  - Keywords: Groenlandia, fitogeografía.

- Estudios en la vegetación de las costas este de Groenlandia de Scoresby Sound a Angmagsalik (Christian IX's Land). Meddelelser om Grønland 104, 4. 1933
  - Keywords: Groenlandia, flora ártica.

- Botany. Apéndice a Ejnar Mikkelsen: la costa de Blosseville, este de Groenlandia. Geographical Journal (Londres) 81: 400-402. 1933. 
  - Keywords: Flora de Groenlandia.

- Om en måde til undersøgelse af konstans, skudtæthed og homogenitet (resumen en ingl. De un método para investigar constancia, densidades y homogeneidad). Botanisk Tidsskrift 43: 278-304. 1935
  - Keywords: metodología, vegetación.

### 1936-1939
- Estudios citológicos en Campanula rotundifolia. Hereditas 22: 269-277. 1936

- Udbredelsen af Ericáceas, Vacciniáceas og Empetráceas i danesas. Resumen: la distribución de las Ericaceæ, Vacciniaceæ, Empetraceæ en Dinamarca (Danmarks topografisk-botaniske Undersøgelse Nr. 3). Botanisk Tidsskrift 44: 5-40, 12 maps. 1937
  - Keywords: Calluna vulgaris, Empetrum nigrum, Erica tetralix, Vaccinium myrtillus, Vaccinium oxycoccus, Vaccinium uliginosum, Vaccinium vitis-idaea, fitogeografía.

- Nogle studier over Færøernes alpine vegetation [Zusammenfassung: Einige Studien über die alpine Vegetation der Färöer Inseln]. Botanisk Tidsskrift 44: 154-201. 1937.
  - Keywords: islas Feroe, vegetación.

- Tiois de distribución biológica en la flora de Groenlandia. Un estudio de la flora y la fitogeografía del sur de Groenlandia y del este: desde el cabo Farewell (Groenlandia) al Scoresby Sound. Tesis Doctoral, Universidad de Copenhague. Meddelelser om Grønland 106, 2: 1-136. 1938
  - Keywords: Groenlandia, fitogeografía.

- Estudios citológicos en el género Ranunculus. Dansk Botanisk Arkiv 9, 4: 1-33. 1938

- Zur Zytologie einiger arktischen und borealen Blütenpflanzen. Svensk Botanisk Tidskrift 32: 346-361. 1938

### 1940-1944
- Estudios fitogeográficos de los brezales del Atlántico norte. I. Los brezales de las Feroe. Biologiske Meddelelser / Kongelige Danske Videnskabernes Selskab 15, 3: 1-64. 1940
  - Keywords: vegetación

- Estudios introductorios de variaciones y formas de vida en Brunella vulgaris L. Dansk Botanisk Arkiv 10, 3: 1-15. 1940
  - Keywords: ecotipo

- Vegetationen på Randbøl Hede. Med særlig hensyntagen til det fredede areal. Biologiske Skrifter / Kongelige Danske Videnskabernes Selskab 1, 3: 1-234. 1941.
  - Keywords: Dinamarca, brezales, vegetación.

- Beiträge zur Pflanzengeographie und Ökologie dänischer Vegetation. 1. Über die Flechtenheiden und Dünen der Insel Läsö. Biologiske Skrifter / Kongelige Danske Videnskabernes Selskab 2, 1: 1-38. 1941
  - Keywords: Dinamarca, brezales, liquen, vegetación.

- Sobre el origen de Saxifraga nathorsti (Dusén) v. Hayek. Meddelelser om Grønland 131, 2: 1-14. 1941
  - Keywords: Groenlandia, especiación.

- Vegetationsstudier på halvøen Ulvshale. Botanisk Tidsskrift 46: 1-42. 1942.
  - Keywords: Dinamarca, vegetación.

- Estudios en la variación y biología en Plantago lanceolata L. Dansk Botanisk Arkiv. 11,3: 1-18. 1943
  - Keywords: ecotipo

- Estudios en la fitogeografía de la formación del brezal noratlántico II. Comunidades arbustivas enanas danesas en relación con las del norte de Europa. Biologiske Skrifter / Kongelige Danske Videnskabernes Selskab 2, 7: 1-130. 1943
  - Keywords: Dinamarca, brezal, vegetación.

- Nordische Verbreitungstypen. Svensk Botanisk Tidskrift 37: 352-370. 1943.
  - Keywords: Escandinavia, fitogeografía.

- Poliploidía en el genus Koeleria. Hereditas 29: 499-500. 1943
  - Keywords: citología, Koeleria glauca, Koeleria pyramidata.

- Tamaños foliares de Veronica officinalis en relación con los factores genéticos y ambientales. Dansk Botanisk Arkiv 11, 7: 1-20. 1944
  - Keywords: citología, ecotipo.

### 1945-1949
- Beiträge zur Pflanzengeographie und Ökologie Dänischer Vegetation. II. Über die Waldsaum- und Graskrautgesellschaften trockener und halbtrockener Böden der Insel Seeland mit besonderer Berücksichtigung der Strandabhänge und Strandebenen. Biologiske Skrifter / Kongelige Danske Videnskabernes Selskab 4, 1: 1-163. 1945
  - Keywords: Dinamarca, pastizales, fitogeografía, vegetación.

- Meiosis en Anemone apennina con especial referencia a la localización de chiasma. Hereditas 31: 221-237. 1945
  - Keywords: citología

- Ochromonas viridis sp.n., un flagelado verde de los Chrysomonadinae. Videnskabelige meddelelser fra Dansk Naturhistorisk Forening 108: 233-238. 1945
  - Keywords: algas

- Græs-urte-vegetationen pa Høje Møn. Botanisk Tidsskrift 48: 1-45. 1946
  - Keywords: Dinamarca]], pastizales, vegetación.

- Dichothrix gelatinosa sp. n. Su estructura y órganos restantes. Biologiske Skrifter / Kongelige Danske Videnskabernes Selskab 4, 4: 1-14. 1946
  - Keywords: algas

- Algunos experimentos para deducir la influencia invernal en las condiciones del desarrollo de brotes e iniciación floral en varias razas de Prunella vulgaris y Ranunculus acer. Dansk Botanisk Arkiv 12, 3: 1-16. 1946
  - Keywords: ecotipo

- Pseudanabaena biceps, una nueva sp. saprofita de turberas superficiales. Botaniska Notiser 1946: 281-284. 1946
  - Keywords: alga

- Citogenética y estudios biológicos en Geranium robertianum L. Biologiske Meddelelser / Kongelige Danske Videnskabernes Selskab 20, 8: 1-29. 1947
  - Keywords: citología, ecotipo.

- Festuca polesica Zapał., su número cromosómico y presencia en Dinamarca. Botaniska Notiser 1947: 353-360. 1947
  - Keywords: citología

- Estudio citológicos de Arabis holboellii Hornem. Hereditas 33: 573. 1947

- & T. Christensen & M.S. Christiansen. Vegetación de laderas y de dunas del norte de Jutlandia. I. Himmerland. Biologiske Skrifter / Kongelige Danske Videnskabernes Selskab 4, 4: 1-78. 1946
  - Keywords: Dinamarca, duna, pastizales, vegetación.

- Fitogeografía y sociología vegetal. En: Humanidades y Ciencias en Dinamarca durante la II Guerra Mundial; pp. 309-312. Copenhague 1948

- Contribuciones a la flora y fitogeografía del oeste de Groenlandia. I. Selaginella rupestris y Sisyrinchium montanum. Meddelelser om Grønland 147, 3: 1-26. 1948

- Estudios en la flora saprofita del lago Flyndersø con especial referencia a Oscillatoriaceae. Biologiske Meddelelser / Kongelige Danske Videnskabernes Selskab 21, 1: 1-46. 1949
  - Keywords: algas

- La expedición botánica al oeste de Groenlandia, 1946. Meddelelser om Grønland 147, 1: 1-28. 1949

- Clima, suelo y lagos del oeste continental de Groenlandia en relación con la vida vegetal. Meddelelser om Grønland 147, 2: 1-63. 1949

- Divertencias raciales en Prunella vulgaris en relación con hábitat y clima. New Phytologist 48: 285-314. 1949. 
  - Keywords: ecotipo

### 1950-1954
- Estructura y biologá de cuatro especies de Stigonemataceae en un pool superficial en Ivigtut. Meddelelser om Grønland 147, 5: 1-120. 1950
  - Keywords: algas, Groenlandia.
- Comductas cromosómicas y formación sincicial en  Phleum phleoides (L.) H.Karst. Botaniska Notiser 1950: 353-368. 1950
  - Keywords: citología

- & Kai Larsen. Números cromosómicos de varias fanerógamas árticas o boreales. Meddelelser om Grønland 147, 6: 1-32. 1950

- Contribuciones a la flora y fitogeografía del oeste de Groenlandia II. Complejos Carex capitata-, Luzula multiflora-, y Torularia humilis . Meddelelser om Grønland 147, 7: 1-39. 1950
  - Keywords: vegetación ártica

- A. Noe-Nygaard, Chr. Vibe T.W. Böcher & E. Holtved. Notas de los trabajos científics daneses desde 1939. Arctic 4: 50-56. 1951.  Archivado el 24 de mayo de 2011 en Wayback Machine.

- Investigaciones botánicas en el sudoeste de Groenlandia, 1946. Arctic 4 (1): 46-49. 1951.

- Estudioss de la progresión y evolución morfológica del Reino Vegetal. Biologiske Meddelelser / Kongelige Danske Videnskabernes Selskab 18, 13: 1-51. 1951.
  - Keywords: evolución

- Distribuciones de plantas en el área circumpolar en relación con factores ecológicos e históricos. Journal of Ecology 39: 376-395. 1951. 
  - Keywords: fitogeografía, Holártico.

- Estudios en la distribución de las unidades dentro de especies colectivas de Stellaria longipes. Botanisk Tidsskrift 48: 401-420. 1951.
  - Keywords: Caryophyllaceae, Groenlandia, fitogeografía.

- Estudios citológicos y embriológicos del complejo anfiapomíctico de Arabis holboellii. Biologiske Skrifter / Kongelige Danske Videnskabernes Selskab 6, 7: 1-59. 1951

- Liquen-brezales y fitosucesión en Østerby, isla de Læsø en Kattegat. Biologiske Skrifter / Kongelige Danske Videnskabernes Selskab 7, 4: 1-24. 1952.
  - Keywords: Dinamarca, vegetación.

- Un estudio del complejo circumpolar Carex heleonastes-amblyorhyncha. Acta Arctica 5: 1-31. 1952.-
  - Keywords: Groenlandia, especiación.

- Contribuciones a la flora y a la fitogeografía de oeste de Groenlandia. III. Plantas vasculares colectadas u observadas durante la expedición botánica al oeste de Groenlandia de 1946. Meddelelser om Grønland 147, 9: 1-85. 1952

- Vegetationsudvikling i forhold til marin akkumulation. 1. Korshage ved indløbet til Isefjord. Botanisk Tidsskrift 49: 1-32. 1952
  - Keywords: Dinamarca, sucesión, vegetación.

- Algunas pequeñas colecciones de plantas vasculares del sor de Groenlandia. Botanisk Tidsskrift 49: 196-198. 1952

- & K. Larsen & K. Rahn. Estudios experimentales y de citología de especies vegetales. 1. Kohlrauschia prolifera, y Plantago coronopus. Hereditas 39: 289-304. 1953

- Experimentos de cultivo con Geranium robertianum, Veronica officinalis, Prunella vulgaris. Proc. 7th International Bot. Congr. Stockholm 1950: 268-269. 1953

- Vegetación de estepa en el oeste continental de Groenlandia. Proc. 7th International Bot. Congr. Stockholm 1950: 612-613. 1954
  - Keywords: Groenlandia, vegetación.

- Estudios en comunidades de dunas fijadas, calcáreas europeas. Vegetatio 5-6: 562-570. 1954. 
  - Keywords: duna, vegetación.

- Estudios experimentales taxonómicos en el complejo Arabis holboellii. Svensk Botanisk Tidskrift 48: 31-44. 1954

- Poblaciones naturales de Pulsatilla en Zelanda. Botanisk Tidsskrift 51: 33-47. 1954
  - Keywords: Pulsatilla pratensis, Pulsatilla vulgaris.

- Complejos de la flora oceánica ycontinental en el sudoeste de Groenlandia. Meddelelser om Grønland 148, 1: 1-336. 1954
  - Keywords: Groenlandia, vegetación.

### 1955-1959
- Böcher, T.W., Holmen, K. & Dunbar, M.J. Estudios recientes biológicos en Groenlandia. Arctic 7 (3-4): 284-295. 1955.

- & K. Larsen & K. Rahn. Estudios experimentales y citológicos en especies vegetales II. Trifolium arvense y otras especies paucienales. Biologiske Skrifter / Kongelige Danske Videnskabernes Selskab 8, 3: 1-31. 1955
  - Keywords: Acinos arvensis, citología, Galium aparine, Petrorhagia prolifera, Trifolium arvense.

- & K. Larsen & K. Rahn. Estudios experimentales y citológicos en especies vegetales III. Plantago coronopus y especies aliadas. Hereditas 41: 423-453. 1955

- & K. Larsen. Estudios cromosómicos en algunas fanerógamas europeas. Botanisk Tidsskrift 52: 125-132. 1955.
  - Keywords: Anthriscus sylvestris, Arabis glabra, Arnica montana, Centaurea scabiosa, Chaerophyllum temulum, Cytisus scoparius, citología, Dryas octopetala, Geranium robertianum, Senecio jacobaea, Vincetoxicum hirundinaria.

- Otros estudios en Braya humilis y especies aliadas. Meddelelser om Grønland 124, 7: 1-29. 1956

- Límites de área y aislaciones de plantas en relación con la fisiografía de partes del sur de Groenlandia. Meddelelser om Grønland 124, 8: 1-40. 1955
  - Keywords: Groenlandia, fitogeografía.

- Hieracium acranthophorum var. isortoqense var. nov. Con marcas en la sección Foliosa en Groenlandia. Botanisk Tidsskrift 53: 279-283. 1957

- & K. Larsen. Estudios citotaxonómicos en el complejo Sanguisorba minor. Botanisk Tidsskrift 53: 284-290. 1957

- & K. Holmen & K. Jakobsen. Grønlands flora (il. × Ingeborg Frederiksen). Copenhague. 313 pp. 1957. (2ª ed. 1966; ed. ingl. ‘’’Flora of Greenland’’’ 1968; 3ª ed. 1978)

- & K. Larsen. Estudios citotaxonómicos en el complejo Chrysanthemum leucanthemum. Watsonia 4: 11-16. 1957

- Plants collected by Danish geodesists in Scoresbysund. Botanisk Tidsskrift 54: 61-63. 1958.

- Estudios de cromosomas en el complejo Ranunculus polyanthemus. Botanisk Tidsskrift 54: 160-166. 1958

- & M.W. Bentzon. Determinaciones de densidad en comunidades vegetales. Oikos 9: 35-36. 1958. 
  - Keywords: metodología, vegetación

- & K. Larsen. Estudios experimentales y de citología en especies vegetales. IV. Más estudios en hierbas de corta vida. Biologiske Skrifter / Kongelige Danske Videnskabernes Selskab 10, 2: 1-24. 1958
  - Keywords: Aira caryophyllea, Aira praecox, Alyssum alyssoides, Arabidopsis thaliana, Arenaria serpyllifolia, Bromus hordeaceus, Geranium molle, Moehringia trinervia, Phleum arenarium, Teesdalia nudicaulis, Trifolium arvense, citología.

- & K. Larsen. Poliploidía secundaria y diferenciación de ecotipos en Sarothamnus scoparius. New Phytologist 57: 311-317. 1958
  - Keywords: citología, Fabaceae.

- & K. Larsen. Distribución geográfica de iniciación de floración, hábito de crecimiento, y otros caracteres en Holcus lanatus L. Botaniska Notiser 111: 289-300. 1958
  - Keywords: ecotipo, fenología, Poaceae.

- Trisetum spicatum tetraploide y hexaploide coll. Un estudio citotaxonómico. Botanisk Tidsskrift 55. 23-29. 1959

- La evolución de taxas vegetales árticos y montanos a la luz de los estudios de cromosomas y cultivos comparativos. Proc. 9. Internat. Bot. Congr. II A: 3-4. 1959
  - Keywords: evolución

- Los cromosomas de Anemone richardsoni Hook. Botaniska Notiser 112: 353-363. 1959

- Estudios florísticos y ecológicos en el medio oeste de Groenlandia. Meddelelser om Grønland 156, 5: 1-68. 1959

- & K. Holmen & K. Jakobsen. Estudio sinóptico de la flora de Groenlandia. Meddelelser om Grønland 163, 1: 1-32. 1959

### 1960-1964
- Estudios experimentales y de citología en especies vegetales. V. El complejo Campanula rotundifolia. Biologiske Skrifter / Kongelige Danske Videnskabernes Selskab 11, 4: 1-69. 1960

- Diferenciación infraespecífica (Coreferados). Planta Médica 8: 224-225. 1960
  - Keywords: ecotipo, evolución.

- Actividades florísticas y taxonómicas en Dinamarca desde 1945 esencialmente a obras en Flora Europaea. Floristic Reports, Flora Europaea Simposio de Ginebra 21-28 de mayo de 1961: 1-8, 1961

- El desarrollo de la citotaxonomía desde la época de Darwin. En: A Darwin Centenary”, P.J. Wanstall (ed.): 26-43. 1961
  - Keywords: citología, evolución.

- Bibliografía fitosociología: Grönland. Excerpta Botanica sect. B. 3: 61-67. 1961

- La evolución de taxones de flora árticos y montanos a la luz de los estudios de cromosomas y cultivos comparativos. En: Recent Advances in Botany (Toronto): 925-928. 1961
  - Keywords: citología, ecotipo, evolución.

- Estudios experimentales y de citología en especies vegetales. VI. Dactylis glomerata y Anthoxanthum odoratum. Botanisk Tidsskrift 56: 314-335. 1961
  - Keywords: ecotipo, Poaceae.

- Estudios en Pyrolaceae - dos interesantes pastos invernales del oeste de Groenlandia. Botanisk Tidsskrift 57: 28-37. 1961

- Estudio citológico y morfológico de las especies híbridas Chamaenerion angustifolium × C. latifolium. Botanisk Tidsskrift 58: 1-34. 1962

- & S. Lægaard. Estudios botánicos a lo largo del Arfersiorfik Fjord, oeste de Groenlandia. Botanisk Tidsskrift 58: 168-190. 1962

- & M.C. Lewis. Estudios experimentales y de citología en especies vegetales. VII. Geranium sanguineum. Biologiske Skrifter / Kongelige Danske Videnskabernes Selskab 11, 5: 1-25. 1962

- Actividad florística y taxonómica en Dinamarca de 1945 a 1960. Webbia 18: 165-172. 1963

- Una desviación citológica en la Campanula del oeste, del grupo C. rotundifolia. Botaniska Notiser 116: 113-121. 1963
  - Keywords: ecotipo

- The study of ecotypical variation in relation to experimental morphology. (Symposium on biosystematics, Montreal 1962). Regnum Vegetabile 27: 10-16. 1963.
  - Keywords: ecotipo

- Fitogeografía de Groenlandia a la luz de recientes investigaciones. En: "North Atlantic biota and their history" (Red. Á.& D. Löve), Oxford: 285-295. 1963

- & J.P. Hjerting & K. Rahn. Botanical studies in the Atuel Valley area, Mendoza Province, Argentina. Part l. Dansk Botanisk Arkiv 22, 1: 1-115. 1963.

- Experimental and cytological studies on plant species. VIII. Racial differentiation in amphi-atlantic Viscaria alpina. Biologiske Skrifter / Kongelige Danske Videnskabernes Selskab 11, 6: 1-33. 1963.
  - Keywords: Caryophyllaceae, ecotipo.

- Fitogeografía del oeste medio de Groenlandia. Meddelelser om Grønland 148, 3: 1-289. 1964

- & J.P. Hjerting. Utilización de semillas de jardines botánicos en estudios biosistemáticos. Taxon 13: 95-98. 1964.

- Conexiones y aberraciones cromosómicas en el grupo Campanula persicifolia. Svensk Botanisk Tidskrift 58: 1-17. 1964

- Morfología del cuerpo vegetativo de Metasequoia glyptostroboides. Dansk Botanisk Arkiv 24, 1: 1-70. 1964

### 1965-1969
- Experimentos y estudios citológicos en especies vegetales. IX. Some Arctic and montane Crucifers. Biologiske Skrifter / Kongelige Danske Videnskabernes Selskab 14, 7: 1-74. 1966.

Keywords: Brassicaceae
- Experimentos y estudios citológicos en especies vegetales. X. Sisyrinchium with special reference to the Greenland representative. Botanisk Tidsskrift 61: 273-290. 1966.
  - Keywords: Sisyrinchium groenlandicum.

- Experimentos y estudios citológicos en especies vegetales. XI. North Atlantic tetraploids of the Campanula rotundifolia complex. Annales Botanici Fennici 3: 287-298. 1966.
  - Keywords: Campanula gieseckiana, Campanula rotundifolia, citología, ecotipo.

- Continuas variaciones y taxonomía. Taxon 16: 225-258. 1967.

- & O.B. Lyshede. Estudios anatómicos en platas xerófitas apófilas. l. Monttea aphylla, Bulnesia retama, Bredemeyera colletioides. Biologiske Skrifter / Kongelige Danske Videnskabernes Selskab 16, 3: 1-44. 1968

- & J.P. Hjerting & K. Rahn. Estudios botánicos en el área del valle del Atuel, provincia de Mendoza, Argentina. Parte II. Dansk Botanisk Arkiv 22, 2: 1-178. 1968

- Experimentos y estudios citológicos en especies vegetales. XII. Sibbaldia procumbens, S. macrophylla. Svensk Botanisk Tidskrift 63: 188-200. 1969.
  - Keywords: citología, ecotipo

- Más estudios en Arabis holboellii y especies asociadas. Botanisk Tidsskrift 64: 141-161. 1969

### 1970-1974
- El estatus actual de la biosistemática. Taxon 19: 3-5. 1970.

- Estudios anatómicos de Tetradymia axillaris A.Nelson Naturaliste Canad. 98: 225-250. 1971

- Patrones de variación en Clinopodium vulgare L. En: Evolución Vegetal - Simposio del 1-4 de septiembre de 1970, Tihany, Hungría, 12: 23-29. 1972.
  - Keywords: ecotipo, Lamiaceae.

- Problemas de evolución en la flora ártica. En: “Taxonomía, Fitogeografía y Evolución" (ed. × D.H. Valentine), Londres; pp. 101--113. 1972
  - Keywords: evolución

- Anatomía foliar en Sporobolus rigens (Trin.) Desv. (Gramineae). Botaniska Notiser 124: 344-360, 1972

- Anatomías comparativas de tres especies del genus apofilo Gymnophyton. American Journal of Botany 59: 494-503. 1972.

- & J.P. Hjerting & K. Rahn. Estudios botánicos en el área del valle del Atuel, provincia de Mendoza, Argentina. Parte III. Dansk Botanisk Arkiv 22, 3: 189-358. 1972

- & C.A. Jørgensen. Jyske dværgbuskheder. Eksperimentelle undersøgelser af forskellige kulturindgrebs indflydelse på vegetationen. Biologiske Skrifter / Kongelige Danske Videnskabernes Selskab 19, 5: l-55. 1972.
  - Keywords: Dinamarca, brezal, manejo de la conservación de especies.

- & O.B. Lyshede. Estudios anatómicos en plantas xerófitas apófilas. II. Especies adicionales de arbustos de estepas sudamericanas. Biologiske Skrifter / Kongelige Danske Videnskabernes Selskab 18, 4: 1-137. 1972

- Hibridación interespecífica en Braya (Cruciferae). Annales Botanici Fennici 10: 57-65. 1973
  - Keywords: Braya humilis, Braya purpurascens, especiación.

- Variación y patrones de distribución en Draba sibirica (Pall.) Thell. Botaniska Notiser 127: 317-327. 1974
  - Keywords: ecotipo, fitogeografía.

### 1975-1979
- Determinaciones de densidad en comunicades de la flora ártica. Phytocoenologia 2: 73-86. 1975
  - Keywords: Ártico, metodología, vegetación.

- Estructura de espinas multinodales fotosintéticas en Prosopis kuntzei Harms Biologiske Skrifter / Kongelige Danske Videnskabernes Selskab 20 , 8: 1-43. 1975

- Experimentos y estudios citológicos en especies vegetales. XIII. Clinopodium vulgare L. Botanisk Tidsskrift 70: 152-179. 1975.
  - Keywords: citología, ecotipo.

- Convergencia como proceso evolucionario. Botanical Journal de la Sociedad Linneana 75: 1-19. 1977
  - Keywords: evolución

- Cerastium alpinum & C. arcticum - un complejo de madura poliploidía. Botaniska Notiser 130: 303-309. 1977
  - Keywords: citología, ecotipo.

- Clasificación ecogeográfica de flora ártica basada en determinaciones densitarias. Meddelelser om Grønland 199, 6: 1-61. 1977
  - Keywords: fitogeografía, vegetación.

- Experimentos y estudios citológicos en especies vegetales. XIV. Hibridaciones artificiales en Viscaria. Botanisk Tidsskrift 72: 31-44. 1977
  - Keywords: citología, ecotipo, Lychnis alpina, Lychnis viscaria.

- Fitogeografía de Groenlandia (reconocimiento y métodos). En: B.A. Yurtsev. The Arctic f1oristic region, leído en simposio "Floristic delimitation and subdivision of the Arctic", 8 ju1io 1975, en Leningrado; 127-142. 1978

- & P. Olesen. Patrones etructurales y ecofisiológicos en pastos xero-halófitos C4, Sporobolus rigens (Trin.) Desv. Biologiske Skrifter / Kongelige Danske Videnskabernes Selskab 22, 3: 1-48. 1978

- Tipos de hojas xeromórficas: estrategias evolutivas y secuencias semofiléticas tentativas. Biologiske Skrifter / Kongelige Danske Videnskabernes Selskab 22, 8: 1-71. 1979

- Leñosas y crecimiento arbóreo en el sur de Groenlandia. Holarctic Ecology 2: 218-221. 1979.

### 1980-1983
- Pasos Evolutivos en estructuras foliares de Ericales. Biologiske Skrifter / Kongelige Danske Videnskabernes Selskab 23, 2: 1-64. 1981

- Análisis del desarrollo de los órganis fotosintetizadores en Prosopis kuntzei. Biologiske Skrifter / Kongelige Danske Videnskabernes Selskab 23, 4: 1-50. 1982

- El alotetraploide Saxifraga nathorstii y sus probables progenitores S. aizoides y S. oppositifolia. MoG Bioscience 11: 1-22. 1983.
  - Keywords: citología, especiación.

## Honores

### Eponimia
El género Boechera Á.Löve & D.Löve se nombró en su honor.
- La abreviatura «Böcher» se emplea para indicar a Tyge W. Böcher como autoridad en la descripción y clasificación científica de los vegetales.[1]